# Nemrut Dağı

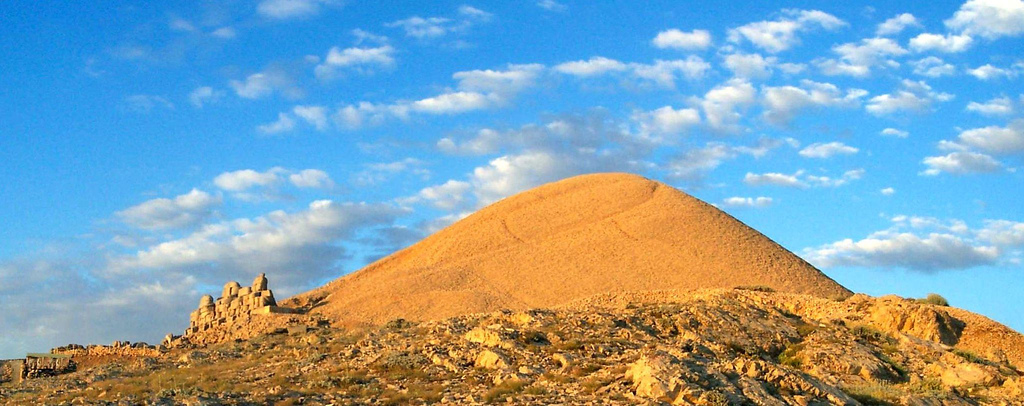
Profilo di Nemrut Dağı.

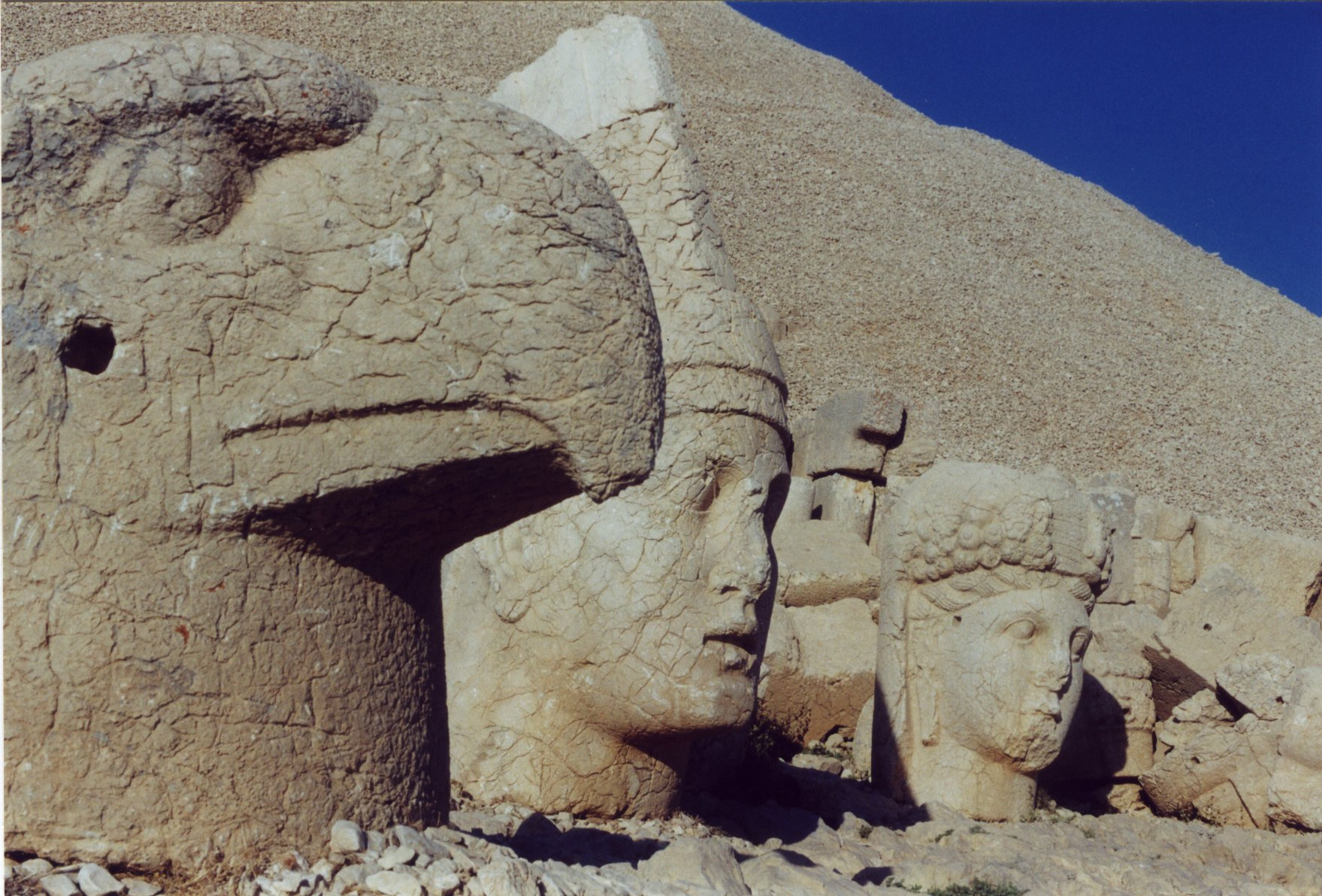
Terrazza ovest.

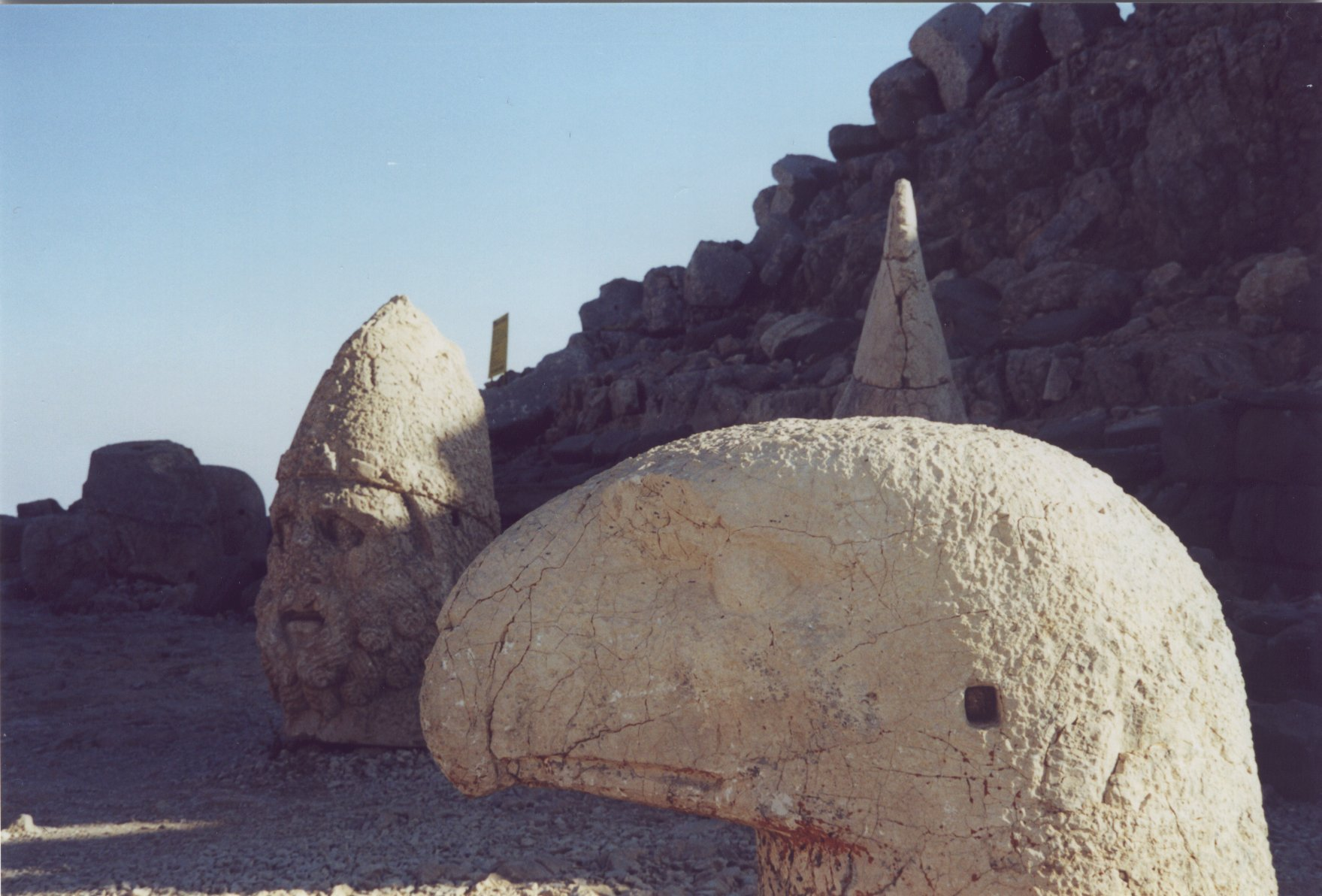
Terrazza est

Il Monte Nemrut (in Turco: Nemrut Dağı; Curdo: Çiyayê Nemrûdê; Armeno: Նեմրութ լեռ)è un rilievo della Turchia appartenente al gruppo del Tauro Orientale ed è, con i suoi 2150 m s.l.m., il più alto della Mesopotamia settentrionale.
Sulla sua sommità si erge la tomba santuario del re Antioco I di Commagene, riportata alla luce nel corso di scavi effettuati dalla American School of Oriental Researches diretti da Theresa Goell nel 1953. Si compone di un tumulo di pietra frantumata, di 150 m di diametro per un'altezza di 50 m. Alla base tre terrazze: terrazza nord, terrazza ovest e terrazza est, formano il santuario; altari e statue gigantesche a creare uno scenario toccante che coglie il suo apice alla luce dell'alba e al tramonto del sole. Data la sua ardua collocazione, la natura ha prevalso sull'uomo e con fulmini, terremoti e lo stesso trascorrere del tempo, le statue sono state decapitate e le teste sistemate intorno all'incredibile tumulo.
Il luogo della sepoltura, nonostante diversi tentativi, è ancora da scoprire.

## Terrazza nord
Questa terrazza fungeva da punto di raccolta dei pellegrini che salivano dalle diverse strade esistenti sui fianchi della montagna; statue colossali di un leone e di un'aquila ornavano l'entrata: non rimane nulla essendo la più rovinata delle tre terrazze.

## Terrazza ovest
Sono presenti cinque statue colossali decapitate di personaggi seduti alte 9 metri e, ai loro piedi, le relative teste allineate raffiguranti: Antioco I, la dea Tyche, Zeus-Oromasde il padre degli dei per Greci e Romani, Apollo-Mithra-Helios-Ermes ed Eracle-Artagnes-Marte, a chiudere le due estremità il leone e l'aquila simboli della dinastia di Commagene.
Una lastra raffigura il cosiddetto "leone astrale" considerato uno dei più antichi oroscopi del mondo; la sua interpretazione è ancora dubbia: chi pensa alla data della salita al trono di Antioco I, chi al suo compleanno o alla fondazione del sito, di certo indica il 6 luglio del 61 o 62 a.C.

## Terrazza est
Su questa terrazza anche se le statue acefale sono simili a quelle della terrazza ovest, la loro posizione è diversa; una scalinata monumentale porta agli altari, due scalinate laterali portano alle divinità poste sopra gli altari. Perfettamente conservati i personaggi seduti, ma le teste delle statue sono in pessime condizioni; di un grande altare posto di fronte rimane il basamento perfettamente visibile.
Dietro alle basi delle statue, numerate con lettere romane, il testo in greco del pensiero di Antioco I: la volontà di essere qui sepolto e dei riti da eseguire in suo onore.

## Luoghi di interesse nelle vicinanze
- A 10 km da Kahta seguendo le indicazioni per il Nemrut Dagi la strada costeggia il tumulo sepolcrale di Karakus Tepesi, forse dedicato dal re Mitridate II di Commagene alla madre Isias, alla figlia ed a una nipote, oppure sepoltura della consorte di Antioco I. Di certo ciò che resta delle 18 colonne, alte 10 metri e sormontate ciascuna dall'aquila romana, ne rimane una sola, con l'aquila bicefala ora ridotta a monocefala dall'usura del tempo nel passare dei secoli. Di altre sei colonne alte 4,9 metri ne rimangono due, una sormontata da un leone ed un'altra da un toro, a corona del tumulo alto 35 metri per un diametro di 100 metri circa.
- Proseguendo per la strada che porta al mausoleo si passa su un ponte romano chiamato Chabinas, costruito nel II secolo allo sbocco di una gola, sul Cendere Suyu, dalla Legio XVI Flavia Firma in onore di Settimio Severo, di sua moglie Giulia Domna e dei figli Geta e Caracalla. Lungo 150 metri per una larghezza di 7, ha quattro colonne alte 10 metri poste alle estremità del ponte, di queste solo una è stata distrutta, quella in onore del figlio Geta assassinato dal fratello nel 212.
- Passato il ponte a destra la strada per il Nemrut Dagi, a sinistra per Kahta Kalesi, circa un chilometro oltre questo paese si trova una strada che in due chilometri porta al Santuario funebre di Eski Kale ed ai resti della città di Arsameia.